# Hymenogaster
Hymenogaster es un género de hongos en la familia Hymenogastraceae (Agaricales). El género tiene una distribución amplia, especialmente en regiones templadas, y contiene  unas 100 especies. La taxonomía de las especies europeas fue revisada en 2011, y e reconocieron doce especies, de las cuales se presentó una clave de identificación.

## Especies
La siguiente es una lista incompleta de especies:
- Hymenogaster arenarius
- Hymenogaster citrinus
- Hymenogaster griseus
- Hymenogaster hessei
- Hymenogaster luteus
- Hymenogaster muticus
- Hymenogaster nanus
- Hymenogaster olivaceus
- Hymenogaster rehsteineri
- Hymenogaster sulcatus
- Hymenogaster tener
- Hymenogaster thwaitesii
- Hymenogaster vulgaris

Estas especies europeas fueron aceptadas por Stielow et al. en 2011:
- Hymenogaster arenarius
- Hymenogaster bulliardii
- Hymenogaster citrinus
- Hymenogaster griseus
- Hymenogaster huthii
- Hymenogaster intermedius
- Hymenogaster luteus
- Hymenogaster megasporus
- Hymenogaster niveus
- Hymenogaster rehsteineri
- Hymenogaster tener
- Hymenogaster thwaitesii